# Fernando Lupano
Fernando Lupano (Buenos Aires, Argentina, 17 de noviembre de 1961) es un bajista de rock argentino, que ha trabajado con artistas de renombre como Willy Crook, Charly García, Miguel Mateos, La Torre, Manuel Wirzt y Diego Frenkel.

## Discografía
- Mandando todo a Singapur de María Rosa Yorio (1982)
- Zas de Miguel Mateos/ZAS (1982)
- Presas de caza de La Torre (1986)
- Funcionamiento de Manuel Wirzt  (1987)
- Cómo conseguir chicas de Charly García (1989)
- Filosofía barata y zapatos de goma de Charly García (1990)
- Patricia Sosa de Patricia Sosa (1990)
- Perro de Playa de Man Ray (1991)
- Prix D'ami de Charly García (1992)
- La hija de la lágrima de Charly García  (1994)
- Aseguebu de Man Ray (1995)
- El Ombú de El Ombú (1997)
- Diego Frenkel de Diego Frenkel (1997)
- Las fantásticas aventuras del Capitán Angustia Andy Chango (2001)